# Houte-Si-Plou
Ne doit pas être confondu avec Xhout-si-Plout.
Houte-Si-Plou est un hameau condrusien de la commune belge de Neupré en Province de Liège. Il se situe sur la route descendant de Plainevaux vers Esneux et est arrosé par le ruisseau du Fond Martin, se jetant dans l'Ourthe. Il est célèbre de par son moulin voisin sur la commune d'Esneux et qui est bien localisable sur Openstreetmap.

## Toponymie et confusions
Il y a plusieurs autres Houte-si-Plout en Wallonie, orthographiés Houte-si-Plout, Hout-si-Plout, Xhoute-si-Plout ou encore Xhoute-si-Plou. Tous ces noms tirent leur origine de la phrase en wallon « ‘schoûte s’ i plout » qui signifie « écoute s’il pleut », phrase courante et sûrement devenue l’objet de sobriquets communs, un peu comme la phrase « va voir ailleurs si j’y suis » en français. La dénomination d’un lieu par ce sobriquet a peut-être à voir avec la présence d’un ruisseau et d’un moulin à eau dans les environs, puisque la pluie avait une incidence directe sur le débit de l’eau.
En Belgique francophone, le nom de Houte-si-Plou, tout comme Gingelom, renvoie à un lieu inconnu voire imaginaire, même si plusieurs lieux portent effectivement ce nom. Gingelom existe également.
Le lieu a donné prétexte à la création de l'Université de Houte-Si-Plou.
L'équivalent en Belgique néerlandophone est Bachten de Kupe. Ce nom fait référence à une région située en Flandre occidentale, entre La Panne, Nieuport et Dixmude, Furnes et Alveringem. Bachten de Kupe est utilisé en néerlandais comme synonyme du « bout du monde » ou « je ne sais où » ou encore pour indiquer un lieu non affecté par la modernité. Le néerlandais, spécialement celui de Belgique, parle aussi d'un village Bommerskonten pour indiquer un lieu inexistant ou imaginaire et pas particulièrement attractif.

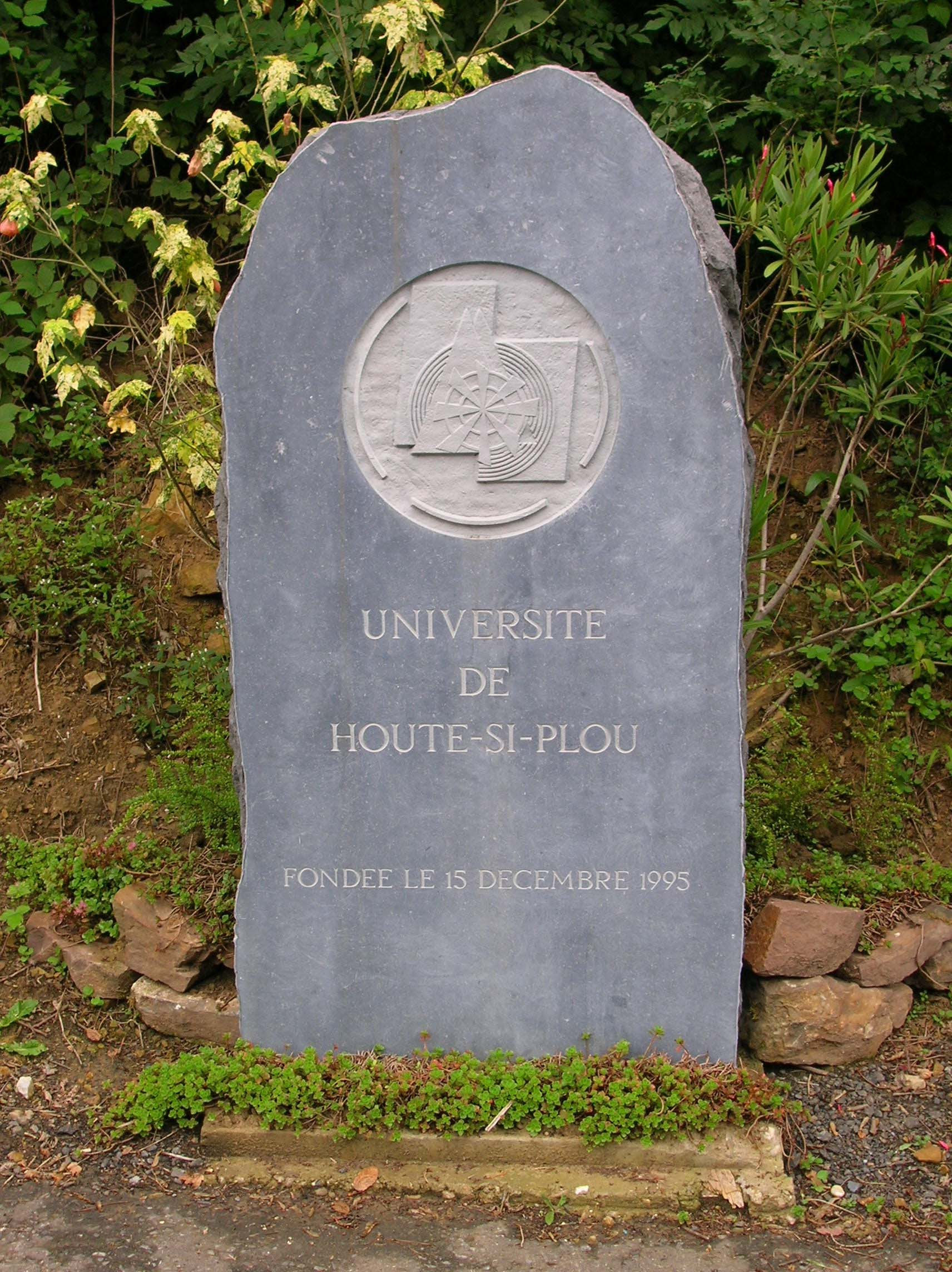
Stèle commémorant l'Université de Houte-Si-Plou

## Histoire
Le moulin de Hoûte-s'i-Ploû apparaît en 1559 dans un vallon situé sur le territoire de la « seigneurie d'Esneux », aux confins de la Principauté de Liège et du Duché de Limbourg.

## Étymologie
L'expression Hoûte-s'i-Ploût (écoute s'il pleut) se rapporte à l'utilisation des moulins à eau. Il s'agissait d'une moquerie à l'attention du meunier attendant la pluie, et le débit d'eau suffisant en résultant, pour se mettre à l'ouvrage. Une seconde explication serait, selon les anciens Esneutois, que c'était en fait le meunier qui demandait à son fils d'écouter si la pluie tombait. Selon FREELANG du Wallon liégeois c'est même le nom commun on hoûte-s'i-ploût qui signifie un moulin qui ne va qu'en temps de pluie. Enfin, une autre explication serait la suivante: se mettre à l'abri « à houte » s'il pleut « s'i ploût ».
Les Houte-si-Plout de Belgique ont en effet en commun d'avoir hébergé un moulin à eau.
La popularité de ce lieu-dit est très ancienne. Il fut notamment créé un opéra dénommé Li fièsse di Hoûte s'i Ploût, écrit en 1757 par Jean-Noël Hamal et Pierre-Grégoire de Vivario, joué le 8 décembre 1757 pour la première fois dans les salons de l'Hôtel de ville de Liège.
En wallon standardisé, le hameau s'orthographie Xhoutsiplou et Hoûte-s'i-ploût en bon wallon liégeois.
L'expression se retrouve également à travers toute la France, tel par exemple Escota si plau dans le Béarn, ou Escoute s'il plot en Ardèche ; il y a même un ru de l’Écoute s'il pleut tout près de Paris. Pour de plus amples détails, voir Escota Si Plau. Il y a aussi en France dans le département de l'Aisne, à Marigny-en-Orxois, un hameau dénommé Écoute-s'il-pleut.
En français de Belgique, Houte-Si-Plou (parfois Houte-Si-Plou-les-bains-de-pied), tout comme Gingelom, renvoie à un lieu imprécis, voire imaginaire. Ces deux localités existent pourtant.

## Autres Houte-si-Plou en Belgique
La graphie xh est une graphie wallonne spécifiquement liégeoise pour une consonne fricative glottale sourde [h] ou consonne fricative palatale sourde [ç])
- Xhout-si-Plout (Malempré), hameau de Manhay
- Moulin de Chout-si-ploû (disparu), Villers-Poterie (Gerpinnes)[7]